# آلخین (دهانه)
آلخین یک دهانه برخوردی در ماه‌ است.

## دهانه‌های اقماری
این دهانه ۱ دهانه اقماری دارد.
| Alekhin | عرض جغرافیایی | طول جغرافیایی | قطر          |
| ------- | ------------- | ------------- | ------------ |
| E       | ۶۷.۲° S       | ۱۲۴.۱° W      | ۳۸.۰ کیلومتر |